# Erfurt
Erfurt este un oraș și capitala landului Turingia, Germania, cu o populație de 202 590  (30.6. 2005), și cu 269,17 km². Universitatea din Erfurt a fost întemeiată în anul 1392 și l-a avut student pe Martin Luther. 

## Istoric
Dieceza de Erfurt a fost întemeiată în anul 742. Orașul Erfurt s-a bucurat în Evul mediu de autonomie, iar în anul 1602 a devenit vasal al orașului Mainz. Începând cu anul 1802, cu excepția perioadei 1806-1814, a aparținut de Prusia.

## Monumente
- Domul din Erfurt, monument de arhitectură gotică

## Evoluția numărului populației
- 1880  peste 50.000 loc.
- 1906  peste 100.000 loc.
- 1945  peste 164.998 loc.
- 1973  peste 200.000 loc.
- 1989  peste 220.000 loc.
- 2003  peste 200.000 loc.

## Personalități
- Johann Ambrosius Bach (1645-1595), compozitor
- Max Weber (1864-1920), sociolog
- Wolf Schneider (1925-2022), autor și jurnalist